# Drouin
Drouin – miasto w Australii, w stanie Wiktoria.